# Watzdorf
Watzdorf (ook: von Watzdorff) is de naam van een Duits adellijk geslacht.

## Geschiedenis
De stamreeks begint met Heidenricus de Watzdorf die in 1261 wordt vermeld. Naast de oud-adellijke, ongetitelde tak, bestaat er ook een in 1958 uitgestorven tak von Watzdorff die in 1837 de adellijke titel Freiherr werd verleend.
In Nederland is de familie bekend vanwege het eerste huwelijk van Simone Arnoux (1915-2001), in tweede echt gehuwd met Aschwin (sinds 1916:) Prinz zur Lippe-Biesterfeld (1914-1988), broer van prins Bernhard (1911-2004). De twee zonen van Simone Arnoux waren ook aanwezig op de begrafenis van prins Bernhard.

## Enkele telgen
Werner von Watzdorf (1836-1904), minister van Financiën in het koninkrijk Saksen
- Karl von Watzdorf (1870-1918)
  - Vollrat von Watzdorf (1910-1971); trouwde in 1938 in eerste huwelijk met Simone Arnoux (1915-2001) (echtscheiding 1951), met wie hij twee zonen kreeg:
    - Stephan von Watzdorf (1942); trouwde in 1964 Tatjana Massine (1941) (echtscheiding 1970); hertrouwde in 1973 met Stephanie Prinzessin zu Sayn-Wittgenstein-Berleburg (1950)
    - Thilo von Watzdorf (1944)